# Aromanticisme
L'aromanticisme (abreujat aro) és una orientació romàntica que consisteix a experimentar poca o nul·la atracció romàntica, independentment del sexe o gènere de la persona. Aromanticisme ve de la paraula «romàntic», transformat en substantiu i al qual s'afegix el prefix privatiu adjectival «a-». El contrari de l'aromanticisme s'anomena al·loromanticisme: les persones al·loromàntiques es defineixen com les persones que experimenten amor romàntic o atracció romàntica cap als altres. Si en la intimitat la majoria de les persones aromàntiques no tenen emocions, en un context familiar o amistós, experimenten tendresa i afecte.
L'aromanticisme pot anar de la mà de l'asexualitat (sense atracció sexual cap a una persona), o es pot associar amb qualsevol atracció sexual: heterosexual, homosexual, bisexual, pansexual, etc. Segons un estudi de l'Asexual Visibility and Education Network realitzat l'any 2004, l'1% de la població mundial és asexual, de la qual n'hi ha un 25,9% d'aromantics. No hi ha dades sobre persones aromàntiques que no siguin asexuals.
En l'acrònim LGBTQIA+, la A representa l'aromanticisme, juntament amb la identitat asexual. La setmana de la visibilitat aromàntica se celebra al febrer: Aromantic Spectrum Awareness Week.

## Espectre d'aromantisme
Tot i que algunes persones aromàntiques poden optar per tenir una relació romàntica, és menys probable que ho facin que les persones al·loromàntiques. Les persones aromàntiques poden formar relacions no romàntiques de tot tipus. Existeix tota una diversitat entre l'atracció romàntica i l'atracció romàntica no normativa o l'experiència no normativa amb la relació afectiva. Per exemple, els gris-romàntics rarament experimenten atraccions romàntiques i, quan ho fan, no hi ha cap motiu. Els demiromàntics, per la seva banda, poden sentir atracció romàntica, però només després d'haver format una connexió emocional profunda amb una persona.
Com que l'experiència de l'atracció romàntica és molt subjectiva, algunes persones aromàntiques poden tenir dificultats per a determinar si estan experimentant atracció romàntica. Poden tenir relacions que no es poden definir estrictament com a romàntiques o platòniques, com ara les relacions queer-platòniques.

## Qüestionar l'amatonormativitat
Des de l'aromanticisme es defineix l'amatonormativitat com «el fet de considerar "normals" o "superiors" les relacions romàntiques, de pensar que el romanticisme és la norma per a tots els éssers humans». El terme fpu encunyat el 2017 per Elizabeth Brake, professora de filosofia a la Universitat d'Arizona i autora de Minimizing Marriage.
Algunes persones aromàntiques qüestionen la priorització dels amors romàntics enfront dels amors d'altres tipus. Poden tenir relacions d'acord amb el patró d'anarquia relacional o/i, de manera més àmplia, identificar-se com a poliamorosos, sense necessàriament tenir parelles romàntiques. Algunes persones aromàntiques diuen amb orgull ser solteres. Segons el sociòleg Daniel Welzer-Lang, l'aromantisme participa de «qüestionar la tirania de l'amor».

## Discriminació
Els patrons d'opressió i discriminació que experimenten les persones aromantiques s'anomenen «arofòbia». A la societat, les persones aromàntiques sovint són estigmatitzades i es veuen com tenint por de la intimitat, sense cor, trencades o fredes.
Com a resultat, sortir de l'armari sobre una orientació aromàntica pot ser complex i moltes persones aromàntiques es queden a l'armari per a evitar la violència. Al cens aromàntic del 2020, el 82,43% dels enquestats va declarar no haver estat pres seriosament, ignorat o rebutjat per altres, el 48.34% van declarar que havien estat objecte d'intents o suggeriments per ser «arreglats» o «curats». El 70,51% dels enquestats va indicar algun episodi de discriminació en la seva identitat aromàntica.
Pel que fa als mitjans, les persones aromàntiques estan molt poc representades i de vegades es produeix el fenomen de l'«aro-esborrat», és a dir, la invisibilització de la identitat aro. Per exemple, el personatge de Jughead Jones, que inicialment és asexual i aromàntic a la tira còmica d'Archie Comics, va experimentar aquest esborrat de la identitat aromàntica (i asexual). A la sèrie de televisió Riverdale del 2017, els escriptors van triar retratar Jughead Jones com a heterosexual malgrat les trucades dels fans i de l'actor de Jughead, Cole Sprouse, per a conservar la identitat aromàtica i asexual i permetre que la comunitat estigués representada.